# Уайанетт
Уайа́нетт (англ. Wyanett) — тауншип в округе Исанти, Миннесота, США. В 2010 году его население составляло 1729 человек.
Тауншип был назван в честь деревне на севере Иллинойса, основанной в 1856 году. Уайанетт — слово на языке оджибве, которое переводится как «красивый». Тауншип был основан в 1875 году.

## География
По данным Бюро переписи населения США площадь тауншипа составляет 92,46 км², из которых 85,7 км² занимает суша, а 6,79 км² — вода (7 %). В Уайанетт находятся озёра Грин, Спектакл и часть озера Лоуэр-Станчфилд.

## Население
| Год переписи | Нас. |  | %±    |
| ------------ | ---- |  | ----- |
| 1980         | 1429 |  | —     |
| 1990         | 1377 |  | −3,6% |
| 2000         | 1698 |  | 23,3% |
| 2010         | 1729 |  | 1,8%  |
| 2014         | 1749 |  | 1,2%  |

По данным переписи 2010 года население Уайанетт составляло 1729 человек (из них 51,7 % мужчин и 48,3 % женщин), в тауншипе было 666 домашних хозяйств и 511 семей. На территории тауншипа была расположено 851 постройка со средней плотностью 9,92 построек на один квадратный километр суши. Расовый состав: белые — 96,6 %, афроамериканцы — 0,3 %, коренные американцы — 0,6 %, азиаты — 0,4 % и представители двух и более рас — 2,0 %.
Население города по возрастному диапазону по данным переписи 2010 года распределилось следующим образом: 21,1 % — жители младше 18 лет, 4,1 % — между 18 и 21 годами, 62,2 % — от 21 до 65 лет и 16,7 % — в возрасте 65 лет и старше. Средний возраст населения — 46,3 лет. На каждые 100 женщин в Уайанетте приходилось 107,1 мужчин, при этом на 100 совершеннолетних женщин приходилось уже 108,1 мужчин сопоставимого возраста.
Из 666 домашних хозяйств 76,7 % представляли собой семьи: 67,7 % совместно проживающих супружеских пар (21,8 % с детьми младше 18 лет); 4,7 % — женщины, проживающие без мужей и 4,4 % — мужчины, проживающие без жён. 23,3 % не имели семьи. В среднем домашнее хозяйство ведут 2,60 человека, а средний размер семьи — 2,93 человека. В одиночестве проживали 18,0 % населения, 7,2 % составляли одинокие пожилые люди (старше 65 лет).

## Экономика
В 2014 году из 1394 человек старше 16 лет имели работу 742. При этом мужчины имели медианный доход в 54 500 долларов США в год против 42 212 долларов среднегодового дохода у женщин. В 2014 году медианный доход на семью оценивался в 66 641 $, на домашнее хозяйство — в 65 234 $. Доход на душу населения — 24 990 $ в год.